# Narcissisme des petites différences
Le narcissisme des petites différences est un concept utilisé par Sigmund Freud pour expliquer les oppositions qui surgissent entre des individus ou des groupes que les tiers considèrent comme identiques ou similaires. Il sert notamment en géopolitique pour traiter des tensions qui naissent entre États frontaliers culturellement proches.

## Occurrences de la notion dans les écrits de Freud

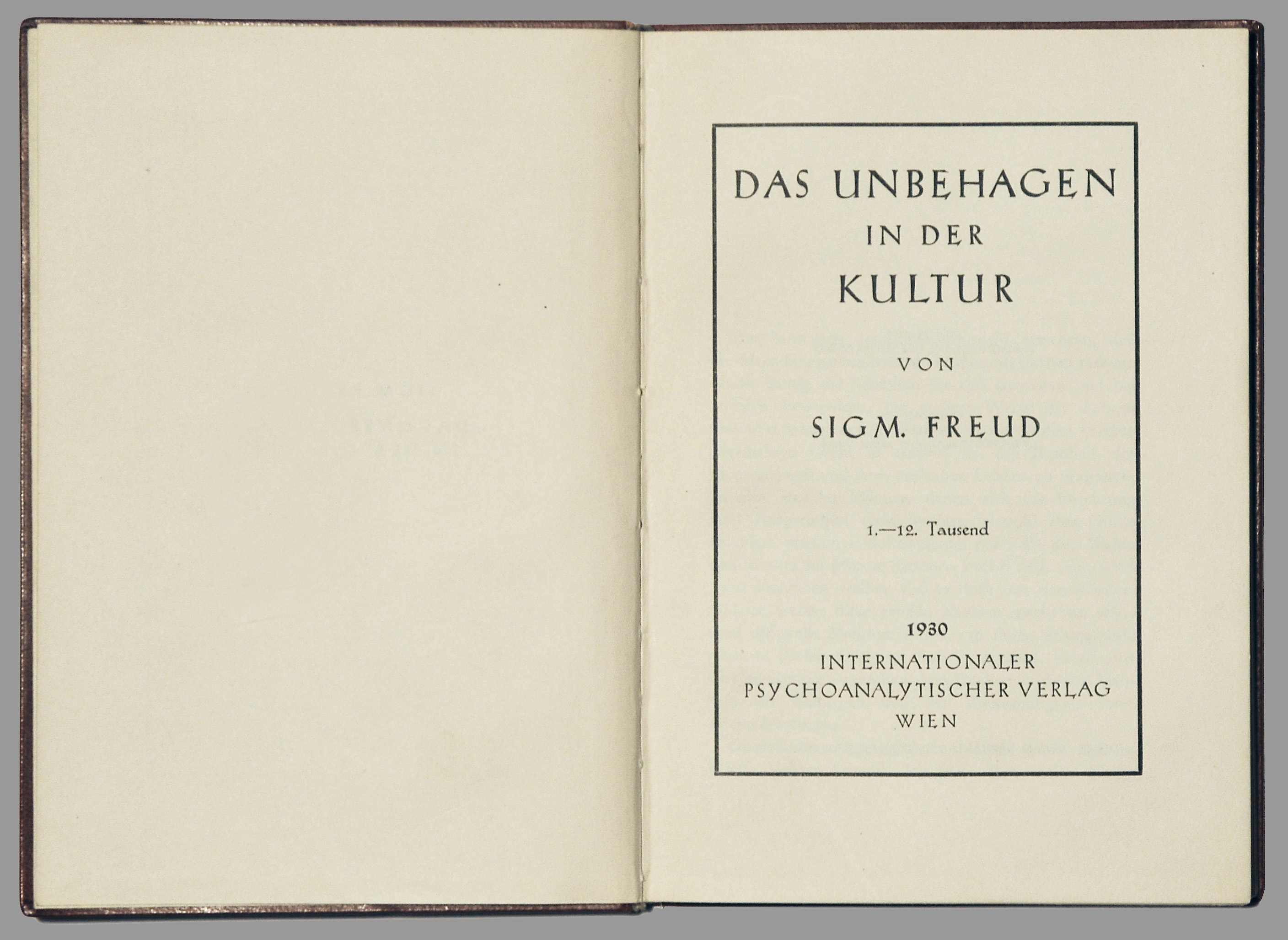
Sigmund Freud : Le malaise dans la culture. Page de titre de la première impression

D'après Alain de Mijolla, c'est dans Le tabou de la virginité (1918) que pour la première fois, Freud isole, « à propos d'un “rejet narcissique” de la femme par l'homme  du fait de son complexe de castration », « une réaction particulière dont il fera plus tard l'un des moteurs du racisme ».
Dans Psychologie des masses et analyse du Moi (1921), sans nommer encore la notion, Freud évoque « les sentiments hostiles à l'égard de ce qui est étranger : “Dans les aversions et répulsions qui, sans voile, se font jour à l'égard des étrangers qui sont à proximité, nous pouvons reconnaître l'expression d'un amour de soi, d'un narcissisme qui aspire à son autoaffirmation et se comporte comme si la présence d'un écart par rapport aux modalités de sa conformation individuelle entraînait une critique de ces dernières et une invitation à les reconfigurer. Pourquoi une si grande sensibilité devrait-elle s'être jetée sur ces différences de détail, nous ne le savons pas” ».
Mais la notion de « narcissisme des petites différences », telle que nous la concevons aujourd'hui, est plus précisément reconnue et nommée dans Malaise dans la culture (1930), lorsque Freud écrit :

« Il est toujours possible d'unir les uns aux autres par les liens de l'amour une plus grande masse d'hommes, à la seule condition qu'il en reste d'autres en dehors d'elle pour recevoir les coups. Je me suis occupé jadis de ce phénomène que justement les communautés voisines et même apparentées se combattent et se raillent réciproquement ; par exemple Espagnols et Portugais, Allemands du Nord et du Sud, Anglais et Écossais, etc. Je l'ai appelé “narcissisme des petites différences”, nom qui ne contribue guère à l'éclairer. Or, on y constate une satisfaction commode et relativement inoffensive de l'instinct agressif, par laquelle la cohésion de la communauté est rendue plus facile à ses membres. Le peuple juif, du fait de sa dissémination en tous lieux, a dignement servi, de ce point de vue, la culture des peuples qui l'hébergeaient. »

— Freud, Malaise dans la culture